# مگاکولون توکسیک
مگاکولون توکسیک (megacolon toxicum) یک نوع اتساع حاد کولون است. علائم این بیماری شامل انبساط شکمی، تب، شکم درد، شوک می‌شود.
مگاکولون توکسیک معمولاً عارضه ای از بیماری‌های التهابی روده ای مانند کولیت زخمی و به ندرت بیماری کرون و بعضی از عفونت‌های روده بزرگ، از جمله عفونت‌های کلستریدیوم دیفیسیل است که منجر به کولیت پسودوممبران می‌شود، است. نوع دیگری از مگاکولون وجود دارد و می‌تواند مادرزادی باشد (از زمان تولد، مانند بیماری هیرشپرونگ). همچنین می‌تواند توسط شیگلا و انتاموبا هیستولیتیکا ایجاد شود. همچنین ممکن است توسط استفاده از داروی لوپرامید ایجاد شود.

## علائم و نشانه‌ها
- درد شکم
- نفخ شکم
- حساسیت شکم
- تب
- تاکیکاردی (ضربان قلب سریع)
- دهیدراسیون

## درمان

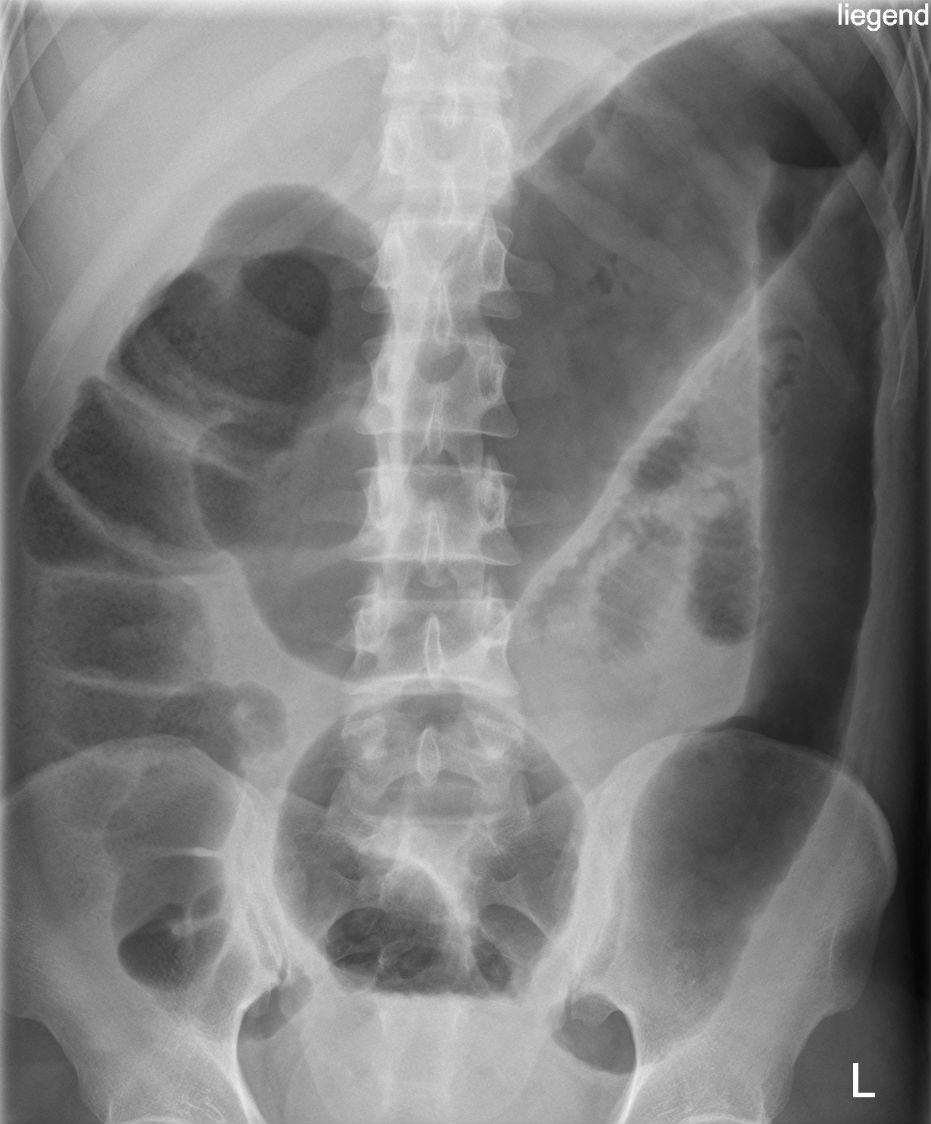
مگاکولون سمی در یک بیمار مبتلا به کولیت زخمی

هدف از درمان این است که روده را آزاد کرده و از فروبردن هوا جلوگیری شود. گاهی برای درمان بیمار حتی از روش کولکتومی (حذف جراحی تمام یا بخشی از روده بزرگ) استفاده می‌شود.

## پیش آگهی
اگر وضعیت بیمار بهبود نیابد، خطر مرگ بسیار قابل توجه است. در صورت پاسخ ضعیف به درمان محافظه کارانه، معمولاً کولکتومی مورد نیاز است.

## عوارض

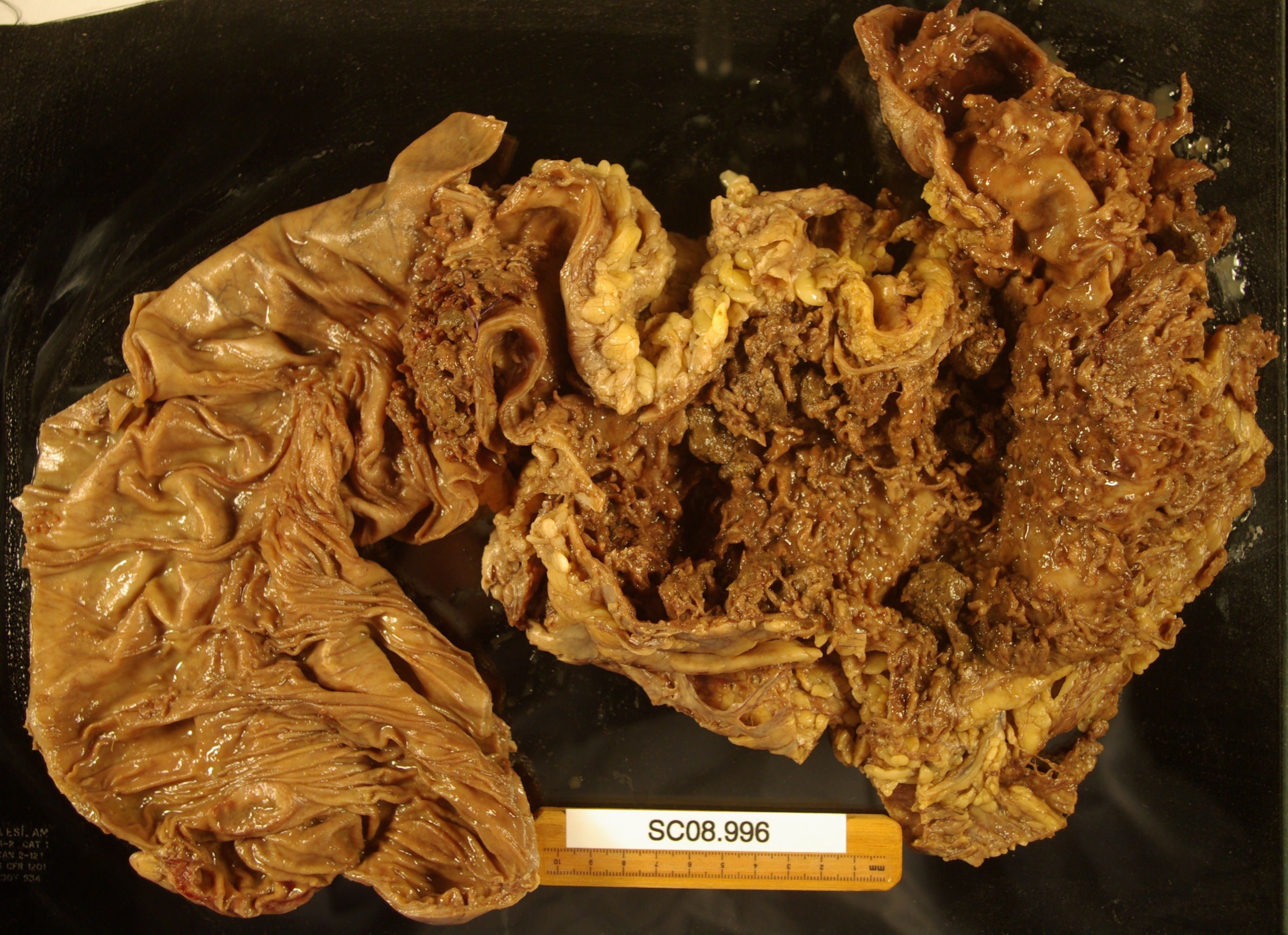
یک نمونه پاتولوژیک نشان دهنده مگاکولون توکسیک است.

- سوراخ شدن (پرفوراسیون) کولون[۵]
- سپسیس
- شوک